# Paracassidina incompta
Paracassidina incompta là một loài chân đều trong họ Sphaeromatidae. Loài này được Bruce miêu tả khoa học năm 1994.